# Asti
För andra betydelser, se Asti (olika betydelser).
Asti är en stad och kommun i regionen Piemonte i norra Italien. Asti är huvudort i provinsen Asti. Kommunen hade 76 026 invånare (2018).

## Geografi
Asti gränsar till kommunerna Azzano d'Asti, Baldichieri d'Asti, Calliano, Castagnole Monferrato, Castell'Alfero, Castello di Annone, Celle Enomondo, Chiusano d'Asti, Cinaglio, Cossombrato, Isola d'Asti, Monale, Mongardino, Montegrosso d'Asti, Portacomaro, Refrancore, Revigliasco d'Asti, Rocca d'Arazzo, San Damiano d'Asti, Settime, Tigliole och Vigliano d'Asti.

Piazza Roma